# 卡尔·弗里德里希·诺伊曼

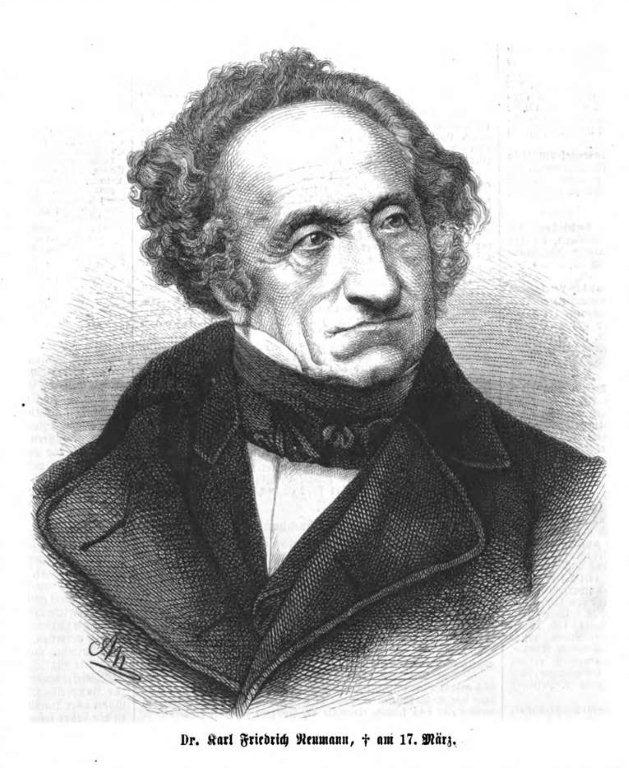
卡尔·弗里德里希·诺伊曼

卡尔·弗里德里希·诺伊曼（Karl Friedrich Neumann，1793年12月28日—1870年3月17日）是一位德国东方学家。
诺伊曼曾在海德堡大学、慕尼黑大学以及哥廷根大学三所大学学习哲学和语文学，之后改宗新教。1821-1825年间，他在维尔茨堡和施派尔当教师；之后他在威尼斯学会了亚美尼亚语。
1829年，诺伊曼來到中国，在当地学习了汉语，并收集了大量书籍和手稿。他后来将这一批大约12000册书籍呈交给慕尼黑的图书馆。他于1833年回到德意志地区，在慕尼黑大学成为亚美尼亚语和汉语教授。他在这个职位上一直坐到1852年，之后因持有明确的革命立场而被解职。10年后，他定居柏林，最终于1870年死在那里。